# Epidiplosis filifera
Epidiplosis filifera är en tvåvingeart som först beskrevs av Nijveldt 1965.  Epidiplosis filifera ingår i släktet Epidiplosis och familjen gallmyggor.
Artens utbredningsområde är Israel. Inga underarter finns listade i Catalogue of Life.